# Protorosaurus
Protorosaurus ("primeiro lagarto"), é um réptil da ordem Prolacertiformes, é o Archosauro mais antigo conhecido. Ele viveu durante o período Permiano, na Alemanha, e crescia até 2 metros de comprimento.
Em 1914, um novo dinossauro ceratopsiano encontrado por Lawrence Lambe foi descrito com o nome Protorosaurus (neste sentido que significa "antes Torosaurus"). Quando Lambe descobriu que o nome já havia sido utilizado para o primeiro Archosauro, ele renomeou seu ceratopsiano para Chasmosaurus.
No Rio Grande do Sul, Brasil, foram encontradas 3 vértebras e alguns ossos deste animal.